# Ловро Кущевич
Ло́вро Ку́щевич (хорв. Lovro Kuščević; нар. 2 серпня 1975, Супетар) — хорватський урядовець. Міністр будівництва і територіального планування Хорватії у правоцентристських урядах Тихомира Орешковича та Андрея Пленковича. З 9 червня 2017 до 19 липня 2019 року міністр управління Хорватії в уряді Андрея Пленковича.

## Біографія
Народився 2 серпня 1975 в Супетарі. 1999 року закінчив юридичний факультет Сплітського університету. Тричі обирався мером муніципалітету Нережища. Відомий тим, що в своєму муніципалітеті забезпечував виплату 7 000 кун за кожного новонародженого.
З 2012 по 2016 рік був головою Національного комітету з територіального планування та будівництва ХДС. У 2013—2016 роках був депутатом ради (представницького органу) Сплітсько-Далматинської жупанії.
У січні 2016 року за рекомендацією ХДС зайняв посаду міністра будівництва і територіального планування в уряді Тихомира Орешковича. На дострокових парламентських виборах 2016 року отримав мандат депутата хорватського парламенту. У жовтні 2016 року в новоутвореному уряді Андрея Пленковича знову очолив міністерство будівництва. У червні 2017 року під час перестановок у кабінеті міністрів перейшов на посаду міністра державного управління.
Одружений, батько двох дітей. Крім хорватської, вільно говорить англійською та знає італійську мову.